# Hranice lásky
Hranice lásky és una pel·lícula de drama eròtic txeca dirigida per Tomasz Wiński. Es va estrenar al Festival Internacional de Cinema de Karlovy Vary el 4 de juliol de 2022. La pel·lícula es va anunciar com un thriller eròtic sobre els límits de l'amor i la llibertat personal. Hana Vagnerová i Matyáš Řezníček hi interpreten els papers principals, i Martin Hoffman i Eliška Křenková apareixen en papers secundaris.

## Argument
Hana i Petr viuen una vida una convencional i la seva relació de parella manca d'energia. Hana decideix compartir les seves fantasies sexuals amb Petr, però aviat passa de la imaginació a l'acció. L'exploració dels límits del compromís i la llibertat de parella pren embranzida quan altres persones participen dels seus jocs eròtics.